# Тиндалов ефекат
Тиндалов ефекат је ефекат расејања светлости на честицама у колоидном систему, попут суспензија или емулзија. Тиндалов ефекат се појављује у нехомогеним срединама, уколико су размере нехомогености мале у односу на таласну дужину светлости и ако је индекс преламања нехомогености различит од индекса преламања средине. Ову појаву могуће је посматрати у дисперзионим срединама: у диму, у прашњавом ваздуху, у колоидним растворима. Јачина расејане светлости у том случају није иста у свим правцима, али је симетрично расподељена у односу на правац кретања примарног светлосног таласа. Средине у којима се може посматрати ова светлосна појава називају се мутне средине. Тиндалов ефекат се користи у разликовању различитих типова мешавина: раствора, колоида и суспензија.
Ефекат је назван по ирском научнику Џону Тиндалу.

## Дифракција светлости
Светлост је електромагнетно зрачење које је видљиво људском оку. Креће се најкраћим путем којим ће стићи до одређене тачке, а то је праволинијски, све док не наиђе на неку препреку. Светлост од ње може да се одбије, може да се преломи и прође кроз њу, а може и да се апсорбује. Ако је препрека јако мала, светлост скреће и заобилази ту препреку. Дифракција светлости је одступање светлости од праволинијског кретања. До дифракције не може доћи ако је таласна дужина λ већа од димензија d препреке.
У случајевима када се светлост расејава у нехомогеним срединама, долази до појаве која се назива Тиндалов ефекат. Светлост се такође може расипати и у хемијски хомогеним срединама, као што су чисти гасови или многе течности без примеса. Узрок расејавања светлости у оваквим срединама представљају случајна колебања густине средине по статичком закону.
Расејање светлости се може сматрати као дифракција од неуређених просторних препрека и отвора, чији се распоред стално мења услед хаотичног (топлотног) кретања.

## Расејање у нехомогеним срединама
Расејање светлости је појава скретања светлости у односу на првобитни правац кретања. Ова појава проузрокована је оптичком нехомогеношћу средине кроз коју се простире и светлост може да скреће у свим правцима. За неку средину кажемо да је нехомогена ако у свим својим деловима нема исти састав, односно ако се у њој мења индекс преламања n од тачке до тачке. То може бити услед случајних флуктуација густине, али и ако се у тој средини нађу неке честице које јој по свом саставу не припадају. Добар пример за овакве средине су колоидни раствори, као суспензије и емулзије.
Расејање се описује индексом преламања. Индекс преламања n представља однос брзина простирања светлосних зрака који се преламају из једне супстанцијалне средине у другу. 

## Примери
Тиндаловим ефектом може да се објасни небеско плаветнило. Познато је да се највише расејавају таласи кратких таласних дужина из спектра видљиве светлости. То значи да што је мања таласна дужина, њена реактивност са честицама из атмосфере је већа. Због тога велике таласне дужине, близу црвеног дела спектра, пролазе без интеракције кроз атмосферу и ми дању видимо плаво небо. Јутарње и вечерње руменило се објашњава проласком светлосних таласа највећих таласних дужина са најмањим расејањем.
Сличан ефекат плаве боје расејане светлост се добија и при фаровима возила у магли. Светлосни зраци краћих таласних дужина бивају боље расејани, тако да боја расејаног светла добија плавкасте нијансе.
С друге стране, облаке видимо као беле, јер се они састоје од доста великих честица, что условљава равномерно одбијање таласа свуда у простору. Све таласне дужине се подједнако расипају и зато наше чуло вида детектује белу боју.